# Claudio Corte
Claudio Corte (Pavia, 1525 – ...) è stato un cavaliere insegnante di equitazione italiano.

## Biografia
Proveniente da una famiglia pavese votata all'equitazione e alla cavalleria, divenne anch'egli cavaliere e, dopo aver fatto un apprendistato presso l'accademia di equitazione napoletana, intraprese anch'egli l'attività di maestro d'equitazione. Venne anche chiamato presso la corte d'Inghilterra, dove divenne maestro di equitazione della regina Elisabetta; durante tale periodo scrisse la sua opera più nota, Il cavallarizzo, data alle stampe nel 1562 in Venezia per i tipi di Giordano Ziletti e dedicata "all'illustrissimo e reverendissimo Gran Cardinale Alessandro Farnese", presso cui in seguito avrebbe servito. Con la succitata opera il Corte contribuì al consolidamento dell'equitazione accademica italiana e alla divulgazione della teoria e della pratica di essa.